# ابوبکر خصلاخاناو
ابوبکر خصلاخاناو (به روسی: Абубакар Хаслаханов، آوانگاری: زادهٔ ۲۵ آوریل ۲۰۰۴) یک کشتی‌گیر فرنگی‌کار روسی‌الاصل اهل کشور بلاروس است. وی سابقه حضور در المپیک ۲۰۲۴ پاریس را دارد.  